# Mirosław Zieliński
Mirosław Franciszek Zieliński (ur. 28 marca 1952 w Łodzi) – polski ekonomista, urzędnik administracji państwowej i międzynarodowej, doktor nauk ekonomicznych, w latach 1991–1993 prezes Głównego Urzędu Ceł, w latach 2003–2005 podsekretarz stanu w Ministerstwie Gospodarki, Pracy i Polityki Społecznej i Ministerstwie Gospodarki i Pracy.

## Życiorys
Absolwent studiów z handlu zagranicznego na Wydziale Ekonomiczno-Socjologicznym Uniwersytetu Łódzkiego oraz University of Windsor, gdzie zdobył tytuł Master of Arts w ekonomii. Obronił doktorat, specjalizując się w ekonomice handlu zagranicznego i międzynarodowych stosunkach gospodarczych. Od 1976 do 1991 roku był asystentem i adiunktem w Katedrze Handlu Zagranicznego UŁ oraz Instytucie Koniunktur i Cen HZ, a później także w Instytucie Nauk Ekonomicznych Polskiej Akademii Nauk i Wyższej Szkole Cła i Logistyki w Warszawie.
Pracował jako konsultant, wiceprezes i prezes rady nadzorczej PHZ „Linenpol”. Od 1991 do 1993 roku był prezesem Głównego Urzędu Ceł, a także jako wiceprzewodniczący Światowej Organizacji Ceł. Następnie od 1994 do 2001 roku pracował w sekretariacie ostatniej instytucji, kierując projektem realizacji Porozumienia o WTO w zakresie reguł pochodzenia towarów i następnie jako wicedyrektor Departamentu Taryf i Handlu. W 2001 powrócił do pracy w Polskiej Akademii Nauk i został doradcą ministra finansów w zakresie dopasowania polskiej polityki celnej, podatkowej i handlowej do norm unijnych. 18 marca 2003 powołany na stanowisko podsekretarza stanu w Ministerstwie Gospodarki, Pracy i Polityki Społecznej. Po jego przekształceniu 2 maja 2004 przeszedł na analogiczne stanowisko w Ministerstwie  Gospodarki i Pracy. Zakończył pełnienie funkcji 15 czerwca 2005. Został następnie jako pierwszy Polak dyrektorem w Departamencie Podatków i Ceł Komisji Europejskiej.